# Canton du Couserans Est
Le canton du Couserans Est est une circonscription électorale française du département de l'Ariège, créée par le décret du 18 février 2014 et entrée en vigueur lors des élections départementales de 2015.

## Histoire
Un nouveau découpage territorial de l'Ariège entre en vigueur en mars 2015, défini par le décret du 18 février 2014, en application des lois du 17 mai 2013 (loi organique 2013-402 et loi 2013-403). Les conseillers départementaux sont, à compter de ces élections, élus au scrutin majoritaire binominal mixte. Les électeurs de chaque canton élisent au Conseil départemental, nouvelle appellation du Conseil général, deux membres de sexe différent, qui se présentent en binôme de candidats. Les conseillers départementaux sont élus pour 6 ans au scrutin binominal majoritaire à deux tours, l'accès au second tour nécessitant 12,5 % des inscrits au 1er tour. En outre la totalité des conseillers départementaux est renouvelée. Ce nouveau mode de scrutin nécessite un redécoupage des cantons dont le nombre est divisé par deux avec arrondi à l'unité impaire supérieure si ce nombre n'est pas entier impair, assorti de conditions de seuils minimaux. En Ariège, le nombre de cantons passe ainsi de 22 à 13. Le canton du Couserans Est fait partie des 12 nouveaux cantons du département, le canton de Mirepoix gardant la même dénomination, mais avec des limites territoriales différentes.
Le nouveau canton comprend les anciens cantons de La Bastide-de-Sérou, Massat, et d'Oust, et 10 communes de celui de Saint-Girons.

## Représentation
| Période élective | Période élective | Mandat | Mandat       | Identité        | Nuance | Nuance | Qualité |
| ---------------- | ---------------- | ------ | ------------ | --------------- | ------ | ------ | --- |
| 2015             | 2021             | 2015   | 2018 (décès) | André Rouch     |        | PS     | Ancien conseiller général du canton de La Bastide-de-Sérou Maire d'Alzen (1989-2018)                                               |
| 2015             | 2021             | 2015   | 2021         | Christine Téqui |        | PS     | Ancienne conseillère générale du canton d'Oust, maire de Seix (2008-2019) Présidente du Conseil départemental depuis novembre 2019 |
| 2015             | 2021             | 2019   | 2021         | Michel Icart    |        | DVG    | Cadre, Maire de Soulan |
| 2021             | 2028             | 2021   | en cours     | Olivier Raton   |        | PS     | 1er adjoint de Castelnau-Durban |
| 2021             | 2028             | 2021   | en cours     | Christine Tequi |        | PS     | présidente du conseil départemental                                                                                                |

### Résultats détaillés

#### Élections de mars 2015
Lors des élections départementales de 2015, le binôme composé de André Rouch et Christine Tequi (PS) est élu au 1er tour avec 64,77% des suffrages exprimés, devant le binôme composé de Philippe Assémat et Martine Papaïx (EÉLV) (35,23%). Le taux de participation est de 50,4 % (4 361 votants sur 8 652 inscrits) contre 55,65 % au niveau départementalet 50,17 % au niveau national.

#### Élections de juin 2021
Le premier tour des élections départementales de 2021 est marqué par un très faible taux de participation (33,26 % au niveau national). Dans le canton du Couserans Est, ce taux de participation est de 45,45 % (3 854 votants sur 8 480 inscrits) contre 42,44 % au niveau départemental. À l'issue de ce premier tour, deux binômes sont en ballottage : Olivier Raton et Christine Tequi (PS, 51,42 %) et Giselle Barrière et Gilbert Lazaroo (LFI, 23,48 %).
Le second tour des élections est marqué une nouvelle fois par une abstention massive équivalente au premier tour. Les taux de participation sont de 34,3 % au niveau national, 43,46 % dans le département et 45,82 % dans le canton du Couserans Est. Olivier Raton et Christine Tequi (PS) sont élus avec 68,8 % des suffrages exprimés (2 379 voix pour 3 884 votants et 8 476 inscrits),,.

## Composition
Le canton du Couserans Est comprenait 37 communes entières à sa création.
| Nom                                         | Code Insee | Intercommunalité      | Superficie (km2) | Population (dernière pop. légale) | Densité (hab./km2) | Modifier                                    |
| ------------------------------------------- | ---------- | --------------------- | ---------------- | --------------------------------- | ------------------ | ------------------------------------------- |
| La Bastide-de-Sérou (bureau centralisateur) | 09042      | CC Couserans-Pyrénées | 43,62            | 972 (2022)                        | 22                 | modifier les données · modifier les données |
| Aigues-Juntes                               | 09001      | CC Couserans-Pyrénées | 7,77             | 59 (2022)                         | 7,6                | modifier les données · modifier les données |
| Aleu                                        | 09005      | CC Couserans-Pyrénées | 13,95            | 131 (2022)                        | 9,4                | modifier les données · modifier les données |
| Allières                                    | 09007      | CC Couserans-Pyrénées | 9,10             | 75 (2022)                         | 8,2                | modifier les données · modifier les données |
| Alos                                        | 09008      | CC Couserans-Pyrénées | 24,26            | 116 (2022)                        | 4,8                | modifier les données · modifier les données |
| Alzen                                       | 09009      | CC Couserans-Pyrénées | 17,87            | 265 (2022)                        | 15                 | modifier les données · modifier les données |
| Aulus-les-Bains                             | 09029      | CC Couserans-Pyrénées | 52,24            | 146 (2022)                        | 2,8                | modifier les données · modifier les données |
| Biert                                       | 09057      | CC Couserans-Pyrénées | 23,51            | 307 (2022)                        | 13                 | modifier les données · modifier les données |
| Boussenac                                   | 09065      | CC Couserans-Pyrénées | 26,00            | 243 (2022)                        | 9,3                | modifier les données · modifier les données |
| Cadarcet                                    | 09071      | CC Couserans-Pyrénées | 11,01            | 214 (2022)                        | 19                 | modifier les données · modifier les données |
| Castelnau-Durban                            | 09082      | CC Couserans-Pyrénées | 13,18            | 458 (2022)                        | 35                 | modifier les données · modifier les données |
| Clermont                                    | 09097      | CC Couserans-Pyrénées | 7,41             | 118 (2022)                        | 16                 | modifier les données · modifier les données |
| Couflens                                    | 09100      | CC Couserans-Pyrénées | 56,26            | 103 (2022)                        | 1,8                | modifier les données · modifier les données |
| Durban-sur-Arize                            | 09108      | CC Couserans-Pyrénées | 6,75             | 179 (2022)                        | 27                 | modifier les données · modifier les données |
| Encourtiech                                 | 09110      | CC Couserans-Pyrénées | 4,78             | 98 (2022)                         | 21                 | modifier les données · modifier les données |
| Ercé                                        | 09113      | CC Couserans-Pyrénées | 40,75            | 580 (2022)                        | 14                 | modifier les données · modifier les données |
| Erp                                         | 09114      | CC Couserans-Pyrénées | 9,24             | 132 (2022)                        | 14                 | modifier les données · modifier les données |
| Esplas-de-Sérou                             | 09118      | CC Couserans-Pyrénées | 34,13            | 171 (2022)                        | 5,0                | modifier les données · modifier les données |
| Lacourt                                     | 09149      | CC Couserans-Pyrénées | 16,50            | 201 (2022)                        | 12                 | modifier les données · modifier les données |
| Larbont                                     | 09154      | CC Couserans-Pyrénées | 6,17             | 60 (2022)                         | 9,7                | modifier les données · modifier les données |
| Lescure                                     | 09164      | CC Couserans-Pyrénées | 25,80            | 483 (2022)                        | 19                 | modifier les données · modifier les données |
| Massat                                      | 09182      | CC Couserans-Pyrénées | 44,71            | 741 (2022)                        | 17                 | modifier les données · modifier les données |
| Montagagne                                  | 09196      | CC Couserans-Pyrénées | 7,06             | 82 (2022)                         | 12                 | modifier les données · modifier les données |
| Montels                                     | 09203      | CC Couserans-Pyrénées | 3,73             | 157 (2022)                        | 42                 | modifier les données · modifier les données |
| Montseron                                   | 09212      | CC Couserans-Pyrénées | 8,88             | 103 (2022)                        | 12                 | modifier les données · modifier les données |
| Nescus                                      | 09216      | CC Couserans-Pyrénées | 3,00             | 58 (2022)                         | 19                 | modifier les données · modifier les données |
| Oust                                        | 09223      | CC Couserans-Pyrénées | 18,97            | 574 (2022)                        | 30                 | modifier les données · modifier les données |
| Le Port                                     | 09231      | CC Couserans-Pyrénées | 49,87            | 167 (2022)                        | 3,3                | modifier les données · modifier les données |
| Rimont                                      | 09246      | CC Couserans-Pyrénées | 28,40            | 542 (2022)                        | 19                 | modifier les données · modifier les données |
| Rivèrenert                                  | 09247      | CC Couserans-Pyrénées | 28,81            | 192 (2022)                        | 6,7                | modifier les données · modifier les données |
| Seix                                        | 09285      | CC Couserans-Pyrénées | 86,78            | 743 (2022)                        | 8,6                | modifier les données · modifier les données |
| Sentenac-d'Oust                             | 09291      | CC Couserans-Pyrénées | 18,38            | 105 (2022)                        | 5,7                | modifier les données · modifier les données |
| Sentenac-de-Sérou                           | 09292      | CC Couserans-Pyrénées | 13,53            | 47 (2022)                         | 3,5                | modifier les données · modifier les données |
| Soueix-Rogalle                              | 09299      | CC Couserans-Pyrénées | 13,65            | 425 (2022)                        | 31                 | modifier les données · modifier les données |
| Soulan                                      | 09301      | CC Couserans-Pyrénées | 23,76            | 391 (2022)                        | 16                 | modifier les données · modifier les données |
| Suzan                                       | 09304      | CC Couserans-Pyrénées | 3,05             | 24 (2022)                         | 7,9                | modifier les données · modifier les données |
| Ustou                                       | 09322      | CC Couserans-Pyrénées | 98,34            | 259 (2022)                        | 2,6                | modifier les données · modifier les données |
| Canton du Couserans Est                     | 0903       |                       | 901,22           | 9 721 (2022)                      | 11                 | modifier les données                        |

## Démographie
En 2022, le canton comptait 9 721 habitants, en évolution de +3,33 % par rapport à 2016 (Ariège : +1,48 %, France hors Mayotte : +2,11 %).
| 2013  | 2018  | 2022  |
| ----- | ----- | ----- |
| 9 432 | 9 516 | 9 721 |